# Lista di asteroidi (243001-244000)
Di seguito una lista di asteroidi dal numero 243001 al 244000 con data di scoperta e scopritore.

## 243001-243100
| Nome               | Designazione provvisoria | Data di scoperta  | Scopritore              |
| ------------------ | ------------------------ | ----------------- | ----------------------- |
| 243001 -           | 2006 TF114               | 1 ottobre 2006    | Becker, A. C.           |
| 243002 Lemmy       | 2006 TG119               | 11 ottobre 2006   | Becker, A. C.           |
| 243003 -           | 2006 TY120               | 12 ottobre 2006   | Becker, A. C.           |
| 243004 -           | 2006 UF6                 | 16 ottobre 2006   | CSS                     |
| 243005 -           | 2006 UC9                 | 16 ottobre 2006   | CSS                     |
| 243006 -           | 2006 UP26                | 16 ottobre 2006   | Spacewatch              |
| 243007 -           | 2006 UL62                | 19 ottobre 2006   | Spacewatch              |
| 243008 -           | 2006 UO67                | 16 ottobre 2006   | CSS                     |
| 243009 -           | 2006 UV71                | 17 ottobre 2006   | Spacewatch              |
| 243010 -           | 2006 UU80                | 17 ottobre 2006   | Mount Lemmon Survey     |
| 243011 -           | 2006 UW106               | 18 ottobre 2006   | Spacewatch              |
| 243012 -           | 2006 UT139               | 19 ottobre 2006   | Mount Lemmon Survey     |
| 243013 -           | 2006 UY156               | 21 ottobre 2006   | Mount Lemmon Survey     |
| 243014 -           | 2006 UN161               | 21 ottobre 2006   | CSS                     |
| 243015 -           | 2006 UK166               | 21 ottobre 2006   | Mount Lemmon Survey     |
| 243016 -           | 2006 UE172               | 21 ottobre 2006   | Mount Lemmon Survey     |
| 243017 -           | 2006 UN177               | 16 ottobre 2006   | CSS                     |
| 243018 -           | 2006 UM178               | 16 ottobre 2006   | CSS                     |
| 243019 -           | 2006 UL181               | 16 ottobre 2006   | CSS                     |
| 243020 -           | 2006 UU192               | 19 ottobre 2006   | CSS                     |
| 243021 -           | 2006 UL200               | 21 ottobre 2006   | Spacewatch              |
| 243022 -           | 2006 UG204               | 22 ottobre 2006   | NEAT                    |
| 243023 -           | 2006 UG206               | 23 ottobre 2006   | Spacewatch              |
| 243024 -           | 2006 UJ207               | 23 ottobre 2006   | NEAT                    |
| 243025 -           | 2006 UM216               | 21 ottobre 2006   | CSS                     |
| 243026 -           | 2006 UX224               | 19 ottobre 2006   | Mount Lemmon Survey     |
| 243027 -           | 2006 UG226               | 20 ottobre 2006   | NEAT                    |
| 243028 -           | 2006 UA233               | 21 ottobre 2006   | NEAT                    |
| 243029 -           | 2006 UF261               | 28 ottobre 2006   | CSS                     |
| 243030 -           | 2006 UN264               | 27 ottobre 2006   | Spacewatch              |
| 243031 -           | 2006 UV295               | 19 ottobre 2006   | Buie, M. W.             |
| 243032 -           | 2006 VD23                | 10 novembre 2006  | Spacewatch              |
| 243033 -           | 2006 VA37                | 11 novembre 2006  | CSS                     |
| 243034 -           | 2006 VH85                | 13 novembre 2006  | Spacewatch              |
| 243035 -           | 2006 VT95                | 13 novembre 2006  | San Marcello            |
| 243036 -           | 2006 VO97                | 11 novembre 2006  | Spacewatch              |
| 243037 -           | 2006 VC136               | 15 novembre 2006  | Mount Lemmon Survey     |
| 243038 -           | 2006 WP10                | 16 novembre 2006  | LINEAR                  |
| 243039 -           | 2006 WN20                | 17 novembre 2006  | CSS                     |
| 243040 -           | 2006 WZ47                | 16 novembre 2006  | Mount Lemmon Survey     |
| 243041 -           | 2006 WR123               | 21 novembre 2006  | Mount Lemmon Survey     |
| 243042 -           | 2006 WB139               | 19 novembre 2006  | CSS                     |
| 243043 -           | 2006 WW195               | 17 novembre 2006  | Mount Lemmon Survey     |
| 243044 -           | 2006 XY21                | 12 dicembre 2006  | Spacewatch              |
| 243045 -           | 2006 XS31                | 11 dicembre 2006  | Spacewatch              |
| 243046 -           | 2006 XV42                | 12 dicembre 2006  | Mount Lemmon Survey     |
| 243047 -           | 2006 XJ55                | 15 dicembre 2006  | Mount Lemmon Survey     |
| 243048 -           | 2006 YO50                | 19 dicembre 2006  | PMO NEO Survey Program  |
| 243049 -           | 2007 BQ2                 | 17 gennaio 2007   | CSS                     |
| 243050 -           | 2007 BX3                 | 16 gennaio 2007   | Mount Lemmon Survey     |
| 243051 -           | 2007 BB65                | 27 gennaio 2007   | Mount Lemmon Survey     |
| 243052 -           | 2007 BP73                | 24 gennaio 2007   | CSS                     |
| 243053 -           | 2007 CD53                | 13 febbraio 2007  | LINEAR                  |
| 243054 -           | 2007 CF64                | 13 febbraio 2007  | LINEAR                  |
| 243055 -           | 2007 DL20                | 17 febbraio 2007  | Spacewatch              |
| 243056 -           | 2007 DV22                | 17 febbraio 2007  | Spacewatch              |
| 243057 -           | 2007 DC37                | 17 febbraio 2007  | Spacewatch              |
| 243058 -           | 2007 EB24                | 10 marzo 2007     | Mount Lemmon Survey     |
| 243059 -           | 2007 EN105               | 11 marzo 2007     | Mount Lemmon Survey     |
| 243060 -           | 2007 EB125               | 15 marzo 2007     | LINEAR                  |
| 243061 -           | 2007 ET172               | 14 marzo 2007     | Spacewatch              |
| 243062 -           | 2007 ER192               | 14 marzo 2007     | Spacewatch              |
| 243063 -           | 2007 ET206               | 13 marzo 2007     | Mount Lemmon Survey     |
| 243064 -           | 2007 FT44                | 26 marzo 2007     | Mount Lemmon Survey     |
| 243065 -           | 2007 GC1                 | 9 aprile 2007     | Crni Vrh                |
| 243066 -           | 2007 GX17                | 11 aprile 2007    | Spacewatch              |
| 243067 -           | 2007 GE34                | 13 aprile 2007    | Siding Spring Survey    |
| 243068 -           | 2007 GN36                | 14 aprile 2007    | Spacewatch              |
| 243069 -           | 2007 GD37                | 14 aprile 2007    | Spacewatch              |
| 243070 -           | 2007 GG61                | 15 aprile 2007    | Spacewatch              |
| 243071 -           | 2007 GA64                | 15 aprile 2007    | Spacewatch              |
| 243072 -           | 2007 HH3                 | 16 aprile 2007    | Mount Lemmon Survey     |
| 243073 Freistetter | 2007 HT3                 | 16 aprile 2007    | Knöfel, A.              |
| 243074 -           | 2007 HE9                 | 18 aprile 2007    | Mount Lemmon Survey     |
| 243075 -           | 2007 HZ38                | 20 aprile 2007    | LINEAR                  |
| 243076 -           | 2007 HC49                | 20 aprile 2007    | Spacewatch              |
| 243077 -           | 2007 HM59                | 18 aprile 2007    | Mount Lemmon Survey     |
| 243078 -           | 2007 HC87                | 24 aprile 2007    | Spacewatch              |
| 243079 -           | 2007 JN35                | 13 maggio 2007    | Hönig, S. F., Teamo, N. |
| 243080 -           | 2007 KP3                 | 17 maggio 2007    | CSS                     |
| 243081 -           | 2007 LY20                | 12 giugno 2007    | Spacewatch              |
| 243082 -           | 2007 LE33                | 15 giugno 2007    | Spacewatch              |
| 243083 -           | 2007 NU6                 | 15 luglio 2007    | Siding Spring Survey    |
| 243084 -           | 2007 NL7                 | 11 luglio 2007    | Siding Spring Survey    |
| 243085 -           | 2007 OM4                 | 22 luglio 2007    | Siding Spring Survey    |
| 243086 -           | 2007 PH2                 | 5 agosto 2007     | Yeung, W. K. Y.         |
| 243087 -           | 2007 PD37                | 13 agosto 2007    | LINEAR                  |
| 243088 -           | 2007 PL45                | 11 agosto 2007    | Siding Spring Survey    |
| 243089 -           | 2007 QN2                 | 21 agosto 2007    | Hönig, S. F., Teamo, N. |
| 243090 -           | 2007 QA3                 | 22 agosto 2007    | Hönig, S. F., Teamo, N. |
| 243091 -           | 2007 QH8                 | 21 agosto 2007    | LONEOS                  |
| 243092 -           | 2007 QY12                | 24 agosto 2007    | Spacewatch              |
| 243093 -           | 2007 RK                  | 1 settembre 2007  | Chante-Perdrix          |
| 243094 Dirlewanger | 2007 RU8                 | 6 settembre 2007  | Apitzsch, R.            |
| 243095 -           | 2007 RG10                | 3 settembre 2007  | CSS                     |
| 243096 Klauswerner | 2007 RX15                | 12 settembre 2007 | Apitzsch, R.            |
| 243097 Batavia     | 2007 RF16                | 12 settembre 2007 | Gierlinger, R.          |
| 243098 -           | 2007 RX21                | 3 settembre 2007  | CSS                     |
| 243099 -           | 2007 RR27                | 4 settembre 2007  | CSS                     |
| 243100 -           | 2007 RQ31                | 5 settembre 2007  | CSS                     |

## 243101-243200
| Nome              | Designazione provvisoria | Data di scoperta  | Scopritore             |
| ----------------- | ------------------------ | ----------------- | ---------------------- |
| 243101 -          | 2007 RK45                | 9 settembre 2007  | Spacewatch             |
| 243102 -          | 2007 RA48                | 9 settembre 2007  | Mount Lemmon Survey    |
| 243103 -          | 2007 RL50                | 9 settembre 2007  | Spacewatch             |
| 243104 -          | 2007 RV52                | 9 settembre 2007  | Spacewatch             |
| 243105 -          | 2007 RE103               | 11 settembre 2007 | CSS                    |
| 243106 -          | 2007 RG108               | 11 settembre 2007 | Spacewatch             |
| 243107 -          | 2007 RV109               | 11 settembre 2007 | Spacewatch             |
| 243108 -          | 2007 RN111               | 11 settembre 2007 | Spacewatch             |
| 243109 Hansludwig | 2007 RT132               | 12 settembre 2007 | Karge, S., Schwab, E.  |
| 243110 -          | 2007 RL135               | 13 settembre 2007 | LONEOS                 |
| 243111 -          | 2007 RY138               | 15 settembre 2007 | LUSS                   |
| 243112 -          | 2007 RW140               | 13 settembre 2007 | LINEAR                 |
| 243113 -          | 2007 RH145               | 14 settembre 2007 | LINEAR                 |
| 243114 -          | 2007 RX146               | 11 settembre 2007 | CSS                    |
| 243115 -          | 2007 RR157               | 11 settembre 2007 | PMO NEO Survey Program |
| 243116 -          | 2007 RT165               | 10 settembre 2007 | Spacewatch             |
| 243117 -          | 2007 RL176               | 9 settembre 2007  | Mount Lemmon Survey    |
| 243118 -          | 2007 RR180               | 11 settembre 2007 | Mount Lemmon Survey    |
| 243119 -          | 2007 RD184               | 13 settembre 2007 | CSS                    |
| 243120 -          | 2007 RE199               | 13 settembre 2007 | CSS                    |
| 243121 -          | 2007 RC203               | 13 settembre 2007 | Spacewatch             |
| 243122 -          | 2007 RK203               | 13 settembre 2007 | Spacewatch             |
| 243123 -          | 2007 RD220               | 14 settembre 2007 | Mount Lemmon Survey    |
| 243124 -          | 2007 RT239               | 14 settembre 2007 | CSS                    |
| 243125 -          | 2007 RT244               | 11 settembre 2007 | Spacewatch             |
| 243126 -          | 2007 RU245               | 12 settembre 2007 | CSS                    |
| 243127 -          | 2007 RY258               | 14 settembre 2007 | CSS                    |
| 243128 -          | 2007 RA259               | 14 settembre 2007 | Mount Lemmon Survey    |
| 243129 -          | 2007 RS267               | 15 settembre 2007 | Spacewatch             |
| 243130 -          | 2007 RQ279               | 6 settembre 2007  | Siding Spring Survey   |
| 243131 -          | 2007 RA282               | 15 settembre 2007 | CSS                    |
| 243132 -          | 2007 RH289               | 12 settembre 2007 | CSS                    |
| 243133 -          | 2007 RM298               | 10 settembre 2007 | Spacewatch             |
| 243134 -          | 2007 RT298               | 10 settembre 2007 | Spacewatch             |
| 243135 -          | 2007 RO301               | 13 settembre 2007 | Mount Lemmon Survey    |
| 243136 -          | 2007 RJ303               | 4 settembre 2007  | CSS                    |
| 243137 -          | 2007 RL310               | 5 settembre 2007  | CSS                    |
| 243138 -          | 2007 RN311               | 15 settembre 2007 | LONEOS                 |
| 243139 -          | 2007 RC322               | 10 settembre 2007 | Mount Lemmon Survey    |
| 243140 -          | 2007 RO325               | 15 settembre 2007 | Spacewatch             |
| 243141 -          | 2007 TG6                 | 6 ottobre 2007    | Chante-Perdrix         |
| 243142 -          | 2007 TH6                 | 6 ottobre 2007    | Chante-Perdrix         |
| 243143 -          | 2007 TE8                 | 7 ottobre 2007    | Lowe, A.               |
| 243144 -          | 2007 TL13                | 6 ottobre 2007    | LINEAR                 |
| 243145 -          | 2007 TB15                | 8 ottobre 2007    | Yeung, W. K. Y.        |
| 243146 -          | 2007 TJ18                | 7 ottobre 2007    | Clingan, R.            |
| 243147 -          | 2007 TX18                | 9 ottobre 2007    | CSS                    |
| 243148 -          | 2007 TN19                | 7 ottobre 2007    | Crni Vrh               |
| 243149 -          | 2007 TT22                | 9 ottobre 2007    | Tucker, R. A.          |
| 243150 -          | 2007 TV29                | 4 ottobre 2007    | Spacewatch             |
| 243151 -          | 2007 TA33                | 6 ottobre 2007    | Spacewatch             |
| 243152 -          | 2007 TZ34                | 6 ottobre 2007    | Spacewatch             |
| 243153 -          | 2007 TO46                | 8 ottobre 2007    | Mount Lemmon Survey    |
| 243154 -          | 2007 TV49                | 4 ottobre 2007    | Spacewatch             |
| 243155 -          | 2007 TR63                | 7 ottobre 2007    | Mount Lemmon Survey    |
| 243156 -          | 2007 TP66                | 10 ottobre 2007   | Chante-Perdrix         |
| 243157 -          | 2007 TE68                | 10 ottobre 2007   | LUSS                   |
| 243158 -          | 2007 TG68                | 11 ottobre 2007   | Calvin College         |
| 243159 -          | 2007 TD74                | 14 ottobre 2007   | Mount Lemmon Survey    |
| 243160 -          | 2007 TB75                | 15 ottobre 2007   | Klet                   |
| 243161 -          | 2007 TG79                | 5 ottobre 2007    | Spacewatch             |
| 243162 -          | 2007 TP86                | 8 ottobre 2007    | Mount Lemmon Survey    |
| 243163 -          | 2007 TK94                | 7 ottobre 2007    | CSS                    |
| 243164 -          | 2007 TW94                | 7 ottobre 2007    | CSS                    |
| 243165 -          | 2007 TL98                | 8 ottobre 2007    | Mount Lemmon Survey    |
| 243166 -          | 2007 TL108               | 7 ottobre 2007    | CSS                    |
| 243167 -          | 2007 TB109               | 7 ottobre 2007    | CSS                    |
| 243168 -          | 2007 TD110               | 7 ottobre 2007    | CSS                    |
| 243169 -          | 2007 TQ123               | 6 ottobre 2007    | Spacewatch             |
| 243170 -          | 2007 TD125               | 6 ottobre 2007    | Spacewatch             |
| 243171 -          | 2007 TA128               | 6 ottobre 2007    | Spacewatch             |
| 243172 -          | 2007 TD133               | 7 ottobre 2007    | Mount Lemmon Survey    |
| 243173 -          | 2007 TG136               | 8 ottobre 2007    | CSS                    |
| 243174 -          | 2007 TY137               | 8 ottobre 2007    | Mount Lemmon Survey    |
| 243175 -          | 2007 TH138               | 8 ottobre 2007    | Mount Lemmon Survey    |
| 243176 -          | 2007 TV139               | 9 ottobre 2007    | CSS                    |
| 243177 -          | 2007 TG145               | 6 ottobre 2007    | LINEAR                 |
| 243178 -          | 2007 TW147               | 7 ottobre 2007    | LINEAR                 |
| 243179 -          | 2007 TZ154               | 9 ottobre 2007    | LINEAR                 |
| 243180 -          | 2007 TQ164               | 11 ottobre 2007   | LINEAR                 |
| 243181 -          | 2007 TC169               | 12 ottobre 2007   | LINEAR                 |
| 243182 -          | 2007 TK178               | 6 ottobre 2007    | PMO NEO Survey Program |
| 243183 -          | 2007 TC212               | 7 ottobre 2007    | Spacewatch             |
| 243184 -          | 2007 TW216               | 7 ottobre 2007    | Spacewatch             |
| 243185 -          | 2007 TU228               | 8 ottobre 2007    | Spacewatch             |
| 243186 -          | 2007 TH230               | 8 ottobre 2007    | Spacewatch             |
| 243187 -          | 2007 TB265               | 11 ottobre 2007   | Spacewatch             |
| 243188 -          | 2007 TK272               | 9 ottobre 2007    | Spacewatch             |
| 243189 -          | 2007 TY288               | 11 ottobre 2007   | CSS                    |
| 243190 -          | 2007 TV296               | 10 ottobre 2007   | Mount Lemmon Survey    |
| 243191 -          | 2007 TP329               | 11 ottobre 2007   | Spacewatch             |
| 243192 -          | 2007 TS367               | 10 ottobre 2007   | Mount Lemmon Survey    |
| 243193 -          | 2007 TJ371               | 12 ottobre 2007   | CSS                    |
| 243194 -          | 2007 TT376               | 10 ottobre 2007   | CSS                    |
| 243195 -          | 2007 TT377               | 11 ottobre 2007   | Spacewatch             |
| 243196 -          | 2007 TW403               | 15 ottobre 2007   | Spacewatch             |
| 243197 -          | 2007 TH414               | 15 ottobre 2007   | CSS                    |
| 243198 -          | 2007 TO441               | 9 ottobre 2007    | CSS                    |
| 243199 -          | 2007 TF443               | 14 ottobre 2007   | CSS                    |
| 243200 -          | 2007 TC447               | 10 ottobre 2007   | Spacewatch             |

## 243201-243300
| Nome               | Designazione provvisoria | Data di scoperta | Scopritore             |
| ------------------ | ------------------------ | ---------------- | ---------------------- |
| 243201 -           | 2007 TV447               | 13 ottobre 2007  | Mount Lemmon Survey    |
| 243202 -           | 2007 TW448               | 9 ottobre 2007   | Spacewatch             |
| 243203 -           | 2007 TB453               | 15 ottobre 2007  | Mount Lemmon Survey    |
| 243204 Kubanchoria | 2007 UA5                 | 16 ottobre 2007  | Andrushivka            |
| 243205 -           | 2007 UD11                | 18 ottobre 2007  | LINEAR                 |
| 243206 -           | 2007 UK11                | 19 ottobre 2007  | LINEAR                 |
| 243207 -           | 2007 US26                | 16 ottobre 2007  | Mount Lemmon Survey    |
| 243208 -           | 2007 UN27                | 16 ottobre 2007  | Mount Lemmon Survey    |
| 243209 -           | 2007 UK31                | 19 ottobre 2007  | CSS                    |
| 243210 -           | 2007 UP40                | 16 ottobre 2007  | Spacewatch             |
| 243211 -           | 2007 UM44                | 18 ottobre 2007  | Mount Lemmon Survey    |
| 243212 -           | 2007 UQ48                | 20 ottobre 2007  | Mount Lemmon Survey    |
| 243213 -           | 2007 UX50                | 24 ottobre 2007  | Mount Lemmon Survey    |
| 243214 -           | 2007 UE67                | 30 ottobre 2007  | CSS                    |
| 243215 -           | 2007 UU84                | 30 ottobre 2007  | Spacewatch             |
| 243216 -           | 2007 UT125               | 31 ottobre 2007  | Spacewatch             |
| 243217 -           | 2007 UC126               | 18 ottobre 2007  | CSS                    |
| 243218 -           | 2007 UB136               | 16 ottobre 2007  | CSS                    |
| 243219 -           | 2007 VA1                 | 2 novembre 2007  | Mount Lemmon Survey    |
| 243220 -           | 2007 VK11                | 2 novembre 2007  | CSS                    |
| 243221 -           | 2007 VY29                | 2 novembre 2007  | Spacewatch             |
| 243222 -           | 2007 VV34                | 3 novembre 2007  | Spacewatch             |
| 243223 -           | 2007 VV63                | 1 novembre 2007  | Spacewatch             |
| 243224 -           | 2007 VN65                | 1 novembre 2007  | LUSS                   |
| 243225 -           | 2007 VJ69                | 4 novembre 2007  | Mount Lemmon Survey    |
| 243226 -           | 2007 VH72                | 1 novembre 2007  | Spacewatch             |
| 243227 -           | 2007 VY87                | 2 novembre 2007  | LINEAR                 |
| 243228 -           | 2007 VQ88                | 3 novembre 2007  | LINEAR                 |
| 243229 -           | 2007 VO90                | 5 novembre 2007  | LINEAR                 |
| 243230 -           | 2007 VX90                | 6 novembre 2007  | LINEAR                 |
| 243231 -           | 2007 VX92                | 3 novembre 2007  | LINEAR                 |
| 243232 -           | 2007 VJ93                | 3 novembre 2007  | LINEAR                 |
| 243233 -           | 2007 VZ93                | 7 novembre 2007  | LINEAR                 |
| 243234 -           | 2007 VE122               | 5 novembre 2007  | Spacewatch             |
| 243235 -           | 2007 VD140               | 3 novembre 2007  | LUSS                   |
| 243236 -           | 2007 VZ146               | 4 novembre 2007  | Spacewatch             |
| 243237 -           | 2007 VS164               | 5 novembre 2007  | Spacewatch             |
| 243238 -           | 2007 VB167               | 5 novembre 2007  | Mount Lemmon Survey    |
| 243239 -           | 2007 VP168               | 5 novembre 2007  | Spacewatch             |
| 243240 -           | 2007 VN169               | 5 novembre 2007  | Spacewatch             |
| 243241 -           | 2007 VX189               | 14 novembre 2007 | OAM                    |
| 243242 -           | 2007 VG207               | 9 novembre 2007  | PMO NEO Survey Program |
| 243243 -           | 2007 VH219               | 9 novembre 2007  | Spacewatch             |
| 243244 -           | 2007 VZ226               | 11 novembre 2007 | Mount Lemmon Survey    |
| 243245 -           | 2007 VH231               | 7 novembre 2007  | Spacewatch             |
| 243246 -           | 2007 VM233               | 8 novembre 2007  | Spacewatch             |
| 243247 -           | 2007 VW265               | 13 novembre 2007 | Spacewatch             |
| 243248 -           | 2007 VY273               | 12 novembre 2007 | CSS                    |
| 243249 -           | 2007 VB301               | 15 novembre 2007 | LONEOS                 |
| 243250 -           | 2007 VY311               | 12 novembre 2007 | Mount Lemmon Survey    |
| 243251 -           | 2007 VY315               | 9 novembre 2007  | CSS                    |
| 243252 -           | 2007 WS7                 | 18 novembre 2007 | LINEAR                 |
| 243253 -           | 2007 WS19                | 18 novembre 2007 | Mount Lemmon Survey    |
| 243254 -           | 2007 WP22                | 17 novembre 2007 | Spacewatch             |
| 243255 -           | 2007 WL60                | 17 novembre 2007 | Spacewatch             |
| 243256 -           | 2007 XC5                 | 4 dicembre 2007  | Spacewatch             |
| 243257 -           | 2007 XS11                | 4 dicembre 2007  | Spacewatch             |
| 243258 -           | 2007 XD17                | 5 dicembre 2007  | LINEAR                 |
| 243259 -           | 2007 XM29                | 15 dicembre 2007 | Mount Lemmon Survey    |
| 243260 -           | 2007 XD35                | 13 dicembre 2007 | LINEAR                 |
| 243261 -           | 2007 YM28                | 18 dicembre 2007 | Mount Lemmon Survey    |
| 243262 Korkosz     | 2007 YV47                | 31 dicembre 2007 | Buzzi, L.              |
| 243263 -           | 2007 YB49                | 28 dicembre 2007 | Spacewatch             |
| 243264 -           | 2007 YB60                | 18 dicembre 2007 | CSS                    |
| 243265 -           | 2007 YR61                | 20 dicembre 2007 | Spacewatch             |
| 243266 -           | 2008 AW                  | 4 gennaio 2008   | Ferrando, R.           |
| 243267 -           | 2008 AM10                | 10 gennaio 2008  | Mount Lemmon Survey    |
| 243268 -           | 2008 AV34                | 10 gennaio 2008  | Spacewatch             |
| 243269 -           | 2008 AH44                | 10 gennaio 2008  | Spacewatch             |
| 243270 -           | 2008 AK65                | 11 gennaio 2008  | Mount Lemmon Survey    |
| 243271 -           | 2008 BV6                 | 16 gennaio 2008  | Spacewatch             |
| 243272 -           | 2008 BU10                | 18 gennaio 2008  | Spacewatch             |
| 243273 -           | 2008 BH18                | 30 gennaio 2008  | Mount Lemmon Survey    |
| 243274 -           | 2008 BJ40                | 30 gennaio 2008  | LINEAR                 |
| 243275 -           | 2008 CN18                | 3 febbraio 2008  | CSS                    |
| 243276 -           | 2008 CB34                | 2 febbraio 2008  | Spacewatch             |
| 243277 -           | 2008 CL43                | 2 febbraio 2008  | Spacewatch             |
| 243278 -           | 2008 CV51                | 7 febbraio 2008  | Spacewatch             |
| 243279 -           | 2008 CT68                | 7 febbraio 2008  | OAM                    |
| 243280 -           | 2008 CF82                | 7 febbraio 2008  | Mount Lemmon Survey    |
| 243281 -           | 2008 CE86                | 7 febbraio 2008  | Mount Lemmon Survey    |
| 243282 -           | 2008 CJ86                | 7 febbraio 2008  | Mount Lemmon Survey    |
| 243283 -           | 2008 CB148               | 9 febbraio 2008  | Spacewatch             |
| 243284 -           | 2008 CB161               | 9 febbraio 2008  | Spacewatch             |
| 243285 Fauvaud     | 2008 CJ181               | 11 febbraio 2008 | Merlin, J.-C.          |
| 243286 -           | 2008 CO183               | 13 febbraio 2008 | CSS                    |
| 243287 -           | 2008 CA190               | 1 febbraio 2008  | CSS                    |
| 243288 -           | 2008 CA193               | 8 febbraio 2008  | Spacewatch             |
| 243289 -           | 2008 DX15                | 27 febbraio 2008 | CSS                    |
| 243290 -           | 2008 DD31                | 27 febbraio 2008 | Spacewatch             |
| 243291 -           | 2008 DK47                | 28 febbraio 2008 | Spacewatch             |
| 243292 -           | 2008 DS70                | 27 febbraio 2008 | CSS                    |
| 243293 -           | 2008 DH73                | 27 febbraio 2008 | Mount Lemmon Survey    |
| 243294 -           | 2008 DN83                | 18 febbraio 2008 | Mount Lemmon Survey    |
| 243295 -           | 2008 EP9                 | 1 marzo 2008     | Spacewatch             |
| 243296 -           | 2008 EY9                 | 1 marzo 2008     | Spacewatch             |
| 243297 -           | 2008 EJ60                | 8 marzo 2008     | CSS                    |
| 243298 -           | 2008 EN82                | 8 marzo 2008     | LINEAR                 |
| 243299 -           | 2008 EN109               | 7 marzo 2008     | Mount Lemmon Survey    |
| 243300 -           | 2008 EN123               | 9 marzo 2008     | Spacewatch             |

## 243301-243400
| Nome              | Designazione provvisoria | Data di scoperta  | Scopritore             |
| ----------------- | ------------------------ | ----------------- | ---------------------- |
| 243301 -          | 2008 EA137               | 11 marzo 2008     | Spacewatch             |
| 243302 -          | 2008 FA37                | 28 marzo 2008     | Mount Lemmon Survey    |
| 243303 -          | 2008 FX40                | 28 marzo 2008     | Spacewatch             |
| 243304 -          | 2008 GL145               | 6 aprile 2008     | Spacewatch             |
| 243305 -          | 2008 GJ146               | 15 aprile 2008    | Spacewatch             |
| 243306 -          | 2008 JV15                | 3 maggio 2008     | Spacewatch             |
| 243307 -          | 2008 KX12                | 27 maggio 2008    | Spacewatch             |
| 243308 -          | 2008 KJ30                | 29 maggio 2008    | Spacewatch             |
| 243309 -          | 2008 OB15                | 28 luglio 2008    | OAM                    |
| 243310 -          | 2008 OU24                | 30 luglio 2008    | Mount Lemmon Survey    |
| 243311 -          | 2008 PN13                | 10 agosto 2008    | OAM                    |
| 243312 -          | 2008 QE48                | 26 agosto 2008    | LINEAR                 |
| 243313 -          | 2008 RH3                 | 2 settembre 2008  | Spacewatch             |
| 243314 -          | 2008 RA15                | 4 settembre 2008  | Spacewatch             |
| 243315 -          | 2008 RP18                | 4 settembre 2008  | Spacewatch             |
| 243316 -          | 2008 RL32                | 2 settembre 2008  | Spacewatch             |
| 243317 -          | 2008 RE96                | 7 settembre 2008  | CSS                    |
| 243318 -          | 2008 RS101               | 2 settembre 2008  | Spacewatch             |
| 243319 -          | 2008 RR109               | 2 settembre 2008  | Spacewatch             |
| 243320 Jackuipers | 2008 SG12                | 24 settembre 2008 | Calvin College         |
| 243321 -          | 2008 SG20                | 19 settembre 2008 | Spacewatch             |
| 243322 -          | 2008 SG31                | 20 settembre 2008 | Spacewatch             |
| 243323 -          | 2008 SO36                | 20 settembre 2008 | Mount Lemmon Survey    |
| 243324 -          | 2008 SN65                | 21 settembre 2008 | Mount Lemmon Survey    |
| 243325 -          | 2008 SR154               | 22 settembre 2008 | LINEAR                 |
| 243326 -          | 2008 SA178               | 23 settembre 2008 | CSS                    |
| 243327 -          | 2008 SQ195               | 25 settembre 2008 | Spacewatch             |
| 243328 -          | 2008 SX243               | 24 settembre 2008 | Spacewatch             |
| 243329 -          | 2008 SZ290               | 23 settembre 2008 | Spacewatch             |
| 243330 -          | 2008 TT18                | 1 ottobre 2008    | Mount Lemmon Survey    |
| 243331 -          | 2008 TE21                | 1 ottobre 2008    | Mount Lemmon Survey    |
| 243332 -          | 2008 TF45                | 1 ottobre 2008    | Mount Lemmon Survey    |
| 243333 -          | 2008 TR69                | 2 ottobre 2008    | Spacewatch             |
| 243334 -          | 2008 TY109               | 6 ottobre 2008    | Mount Lemmon Survey    |
| 243335 -          | 2008 TH131               | 8 ottobre 2008    | Mount Lemmon Survey    |
| 243336 -          | 2008 TS165               | 4 ottobre 2008    | Mount Lemmon Survey    |
| 243337 -          | 2008 TW187               | 8 ottobre 2008    | CSS                    |
| 243338 -          | 2008 TH188               | 9 ottobre 2008    | Mount Lemmon Survey    |
| 243339 -          | 2008 UB4                 | 23 ottobre 2008   | LINEAR                 |
| 243340 -          | 2008 UF8                 | 17 ottobre 2008   | Spacewatch             |
| 243341 -          | 2008 UZ77                | 21 ottobre 2008   | Spacewatch             |
| 243342 -          | 2008 UF107               | 21 ottobre 2008   | Spacewatch             |
| 243343 -          | 2008 UY117               | 22 ottobre 2008   | Spacewatch             |
| 243344 -          | 2008 UA134               | 23 ottobre 2008   | Spacewatch             |
| 243345 -          | 2008 UZ148               | 23 ottobre 2008   | Spacewatch             |
| 243346 -          | 2008 UF157               | 23 ottobre 2008   | Mount Lemmon Survey    |
| 243347 -          | 2008 UU160               | 23 ottobre 2008   | Spacewatch             |
| 243348 -          | 2008 UC199               | 27 ottobre 2008   | LINEAR                 |
| 243349 -          | 2008 UF199               | 28 ottobre 2008   | LINEAR                 |
| 243350 -          | 2008 UW199               | 28 ottobre 2008   | Tucker, R. A.          |
| 243351 -          | 2008 UP215               | 24 ottobre 2008   | CSS                    |
| 243352 -          | 2008 UP229               | 25 ottobre 2008   | Spacewatch             |
| 243353 -          | 2008 UE275               | 28 ottobre 2008   | Spacewatch             |
| 243354 -          | 2008 UK304               | 29 ottobre 2008   | Spacewatch             |
| 243355 -          | 2008 UV316               | 30 ottobre 2008   | Mount Lemmon Survey    |
| 243356 -          | 2008 UP325               | 31 ottobre 2008   | Spacewatch             |
| 243357 -          | 2008 VO19                | 1 novembre 2008   | Mount Lemmon Survey    |
| 243358 -          | 2008 VF20                | 1 novembre 2008   | Mount Lemmon Survey    |
| 243359 -          | 2008 VL43                | 3 novembre 2008   | Spacewatch             |
| 243360 -          | 2008 VK73                | 3 novembre 2008   | Spacewatch             |
| 243361 -          | 2008 WU43                | 17 novembre 2008  | Spacewatch             |
| 243362 -          | 2008 WP45                | 17 novembre 2008  | Spacewatch             |
| 243363 -          | 2008 WW58                | 22 novembre 2008  | Lowe, A.               |
| 243364 -          | 2008 WY59                | 18 novembre 2008  | LINEAR                 |
| 243365 -          | 2008 WA71                | 18 novembre 2008  | Spacewatch             |
| 243366 -          | 2008 WH74                | 19 novembre 2008  | Mount Lemmon Survey    |
| 243367 -          | 2008 WV77                | 20 novembre 2008  | Spacewatch             |
| 243368 -          | 2008 WS89                | 22 novembre 2008  | Spacewatch             |
| 243369 -          | 2008 WC102               | 25 novembre 2008  | LINEAR                 |
| 243370 -          | 2008 WA112               | 30 novembre 2008  | Spacewatch             |
| 243371 -          | 2008 WY119               | 30 novembre 2008  | Mount Lemmon Survey    |
| 243372 -          | 2008 WN128               | 22 novembre 2008  | Spacewatch             |
| 243373 -          | 2008 WM134               | 22 novembre 2008  | Spacewatch             |
| 243374 -          | 2008 XW4                 | 3 dicembre 2008   | LINEAR                 |
| 243375 -          | 2008 XY17                | 1 dicembre 2008   | Spacewatch             |
| 243376 -          | 2008 XA40                | 2 dicembre 2008   | Spacewatch             |
| 243377 -          | 2008 XK40                | 2 dicembre 2008   | Spacewatch             |
| 243378 -          | 2008 XT43                | 2 dicembre 2008   | Spacewatch             |
| 243379 -          | 2008 XK49                | 7 dicembre 2008   | Mount Lemmon Survey    |
| 243380 -          | 2008 XN55                | 3 dicembre 2008   | Mount Lemmon Survey    |
| 243381 Alessio    | 2008 YM4                 | 22 dicembre 2008  | Muler, G., Ruiz, J. M. |
| 243382 -          | 2008 YZ17                | 21 dicembre 2008  | Mount Lemmon Survey    |
| 243383 -          | 2008 YO38                | 29 dicembre 2008  | Spacewatch             |
| 243384 -          | 2008 YA40                | 29 dicembre 2008  | Spacewatch             |
| 243385 -          | 2008 YD49                | 29 dicembre 2008  | Mount Lemmon Survey    |
| 243386 -          | 2008 YP51                | 29 dicembre 2008  | Mount Lemmon Survey    |
| 243387 -          | 2008 YZ52                | 29 dicembre 2008  | Mount Lemmon Survey    |
| 243388 -          | 2008 YK54                | 29 dicembre 2008  | Mount Lemmon Survey    |
| 243389 -          | 2008 YU90                | 29 dicembre 2008  | Spacewatch             |
| 243390 -          | 2008 YX97                | 29 dicembre 2008  | Mount Lemmon Survey    |
| 243391 -          | 2008 YG109               | 29 dicembre 2008  | Spacewatch             |
| 243392 -          | 2008 YW109               | 30 dicembre 2008  | Spacewatch             |
| 243393 -          | 2008 YO125               | 30 dicembre 2008  | Spacewatch             |
| 243394 -          | 2008 YB156               | 29 dicembre 2008  | Mount Lemmon Survey    |
| 243395 -          | 2008 YS168               | 21 dicembre 2008  | Spacewatch             |
| 243396 -          | 2008 YZ171               | 30 dicembre 2008  | CSS                    |
| 243397 -          | 2008 YO172               | 31 dicembre 2008  | CSS                    |
| 243398 -          | 2008 YP172               | 21 dicembre 2008  | Mount Lemmon Survey    |
| 243399 -          | 2008 YV172               | 29 dicembre 2008  | Spacewatch             |
| 243400 -          | 2009 AP1                 | 3 gennaio 2009    | Farra d'Isonzo         |

## 243401-243500
| Nome               | Designazione provvisoria | Data di scoperta  | Scopritore              |
| ------------------ | ------------------------ | ----------------- | ----------------------- |
| 243401 -           | 2009 AY15                | 15 gennaio 2009   | Farra d'Isonzo          |
| 243402 -           | 2009 AX24                | 3 gennaio 2009    | Spacewatch              |
| 243403 -           | 2009 AP48                | 3 gennaio 2009    | Mount Lemmon Survey     |
| 243404 -           | 2009 BU4                 | 18 gennaio 2009   | LINEAR                  |
| 243405 -           | 2009 BN24                | 17 gennaio 2009   | CSS                     |
| 243406 -           | 2009 BK36                | 16 gennaio 2009   | Spacewatch              |
| 243407 -           | 2009 BF52                | 16 gennaio 2009   | Mount Lemmon Survey     |
| 243408 -           | 2009 BN53                | 16 gennaio 2009   | Mount Lemmon Survey     |
| 243409 -           | 2009 BF82                | 20 gennaio 2009   | CSS                     |
| 243410 -           | 2009 BN88                | 25 gennaio 2009   | Spacewatch              |
| 243411 -           | 2009 BA90                | 25 gennaio 2009   | Spacewatch              |
| 243412 -           | 2009 BT98                | 26 gennaio 2009   | Spacewatch              |
| 243413 -           | 2009 BH111               | 26 gennaio 2009   | PMO NEO Survey Program  |
| 243414 -           | 2009 BT124               | 31 gennaio 2009   | Spacewatch              |
| 243415 -           | 2009 BW137               | 29 gennaio 2009   | Spacewatch              |
| 243416 -           | 2009 BO140               | 29 gennaio 2009   | Spacewatch              |
| 243417 -           | 2009 BV144               | 30 gennaio 2009   | Spacewatch              |
| 243418 -           | 2009 BH147               | 30 gennaio 2009   | Mount Lemmon Survey     |
| 243419 -           | 2009 BT169               | 17 gennaio 2009   | Spacewatch              |
| 243420 -           | 2009 BA178               | 31 gennaio 2009   | Mount Lemmon Survey     |
| 243421 -           | 2009 BC187               | 26 gennaio 2009   | LINEAR                  |
| 243422 -           | 2009 BA188               | 21 gennaio 2009   | LINEAR                  |
| 243423 -           | 2009 CP7                 | 1 febbraio 2009   | Mount Lemmon Survey     |
| 243424 -           | 2009 CT27                | 1 febbraio 2009   | Spacewatch              |
| 243425 -           | 2009 CA50                | 14 febbraio 2009  | OAM                     |
| 243426 -           | 2009 CL53                | 13 febbraio 2009  | OAM                     |
| 243427 -           | 2009 CS56                | 4 febbraio 2009   | Mount Lemmon Survey     |
| 243428 -           | 2009 CL58                | 3 febbraio 2009   | Spacewatch              |
| 243429 -           | 2009 CA63                | 4 febbraio 2009   | Mount Lemmon Survey     |
| 243430 -           | 2009 DQ1                 | 16 febbraio 2009  | Kugel, F.               |
| 243431 -           | 2009 DK32                | 20 febbraio 2009  | Spacewatch              |
| 243432 -           | 2009 DO41                | 18 febbraio 2009  | OAM                     |
| 243433 -           | 2009 DY44                | 27 febbraio 2009  | Lowe, A.                |
| 243434 -           | 2009 DB46                | 19 febbraio 2009  | Kocher, P.              |
| 243435 -           | 2009 DL55                | 22 febbraio 2009  | Spacewatch              |
| 243436 -           | 2009 DQ57                | 22 febbraio 2009  | Spacewatch              |
| 243437 -           | 2009 DF58                | 22 febbraio 2009  | Spacewatch              |
| 243438 -           | 2009 DV66                | 24 febbraio 2009  | Mount Lemmon Survey     |
| 243439 -           | 2009 DZ112               | 27 febbraio 2009  | CSS                     |
| 243440 Colonia     | 2009 FD2                 | 17 marzo 2009     | Karge, S., Schwab, E.   |
| 243441 -           | 2009 FO3                 | 17 marzo 2009     | OAM                     |
| 243442 -           | 2009 FS6                 | 16 marzo 2009     | Spacewatch              |
| 243443 -           | 2009 FD18                | 18 marzo 2009     | OAM                     |
| 243444 -           | 2009 FQ41                | 23 marzo 2009     | OAM                     |
| 243445 -           | 2009 FD45                | 26 marzo 2009     | Spacewatch              |
| 243446 -           | 2009 FX56                | 25 marzo 2009     | Siding Spring Survey    |
| 243447 -           | 2009 GE                  | 2 aprile 2009     | Tozzi, F.               |
| 243448 -           | 2009 HD16                | 18 aprile 2009    | Spacewatch              |
| 243449 -           | 2009 HP19                | 18 aprile 2009    | Durig, D. T.            |
| 243450 -           | 2009 HY21                | 16 aprile 2009    | CSS                     |
| 243451 -           | 2009 HL60                | 21 aprile 2009    | LINEAR                  |
| 243452 -           | 2009 HD73                | 19 aprile 2009    | Spacewatch              |
| 243453 -           | 2009 HX85                | 29 aprile 2009    | Spacewatch              |
| 243454 -           | 2009 HH92                | 29 aprile 2009    | Spacewatch              |
| 243455 -           | 2009 JJ2                 | 12 maggio 2009    | Lowe, A.                |
| 243456 -           | 2009 JR3                 | 13 maggio 2009    | CSS                     |
| 243457 -           | 2009 JA18                | 3 maggio 2009     | Spacewatch              |
| 243458 Bubulina    | 2009 QQ38                | 31 agosto 2009    | Tozzi, F., Graziani, M. |
| 243459 -           | 2009 RZ16                | 12 settembre 2009 | Spacewatch              |
| 243460 -           | 2009 RA54                | 15 settembre 2009 | Spacewatch              |
| 243461 -           | 2009 SF21                | 17 settembre 2009 | CSS                     |
| 243462 -           | 2009 ST42                | 16 settembre 2009 | Spacewatch              |
| 243463 -           | 2009 SF44                | 16 settembre 2009 | Spacewatch              |
| 243464 -           | 2009 SC49                | 17 settembre 2009 | OAM                     |
| 243465 -           | 2009 SN100               | 18 settembre 2009 | CSS                     |
| 243466 -           | 2009 SE104               | 25 settembre 2009 | Karge, S., Kling, R.    |
| 243467 -           | 2009 SE124               | 18 settembre 2009 | Spacewatch              |
| 243468 -           | 2009 SZ146               | 19 settembre 2009 | Spacewatch              |
| 243469 -           | 2009 SY158               | 20 settembre 2009 | Spacewatch              |
| 243470 -           | 2009 SR175               | 19 settembre 2009 | CSS                     |
| 243471 -           | 2009 SO213               | 23 settembre 2009 | Spacewatch              |
| 243472 -           | 2009 SD214               | 23 settembre 2009 | Spacewatch              |
| 243473 -           | 2009 SO241               | 18 settembre 2009 | CSS                     |
| 243474 -           | 2009 SH264               | 23 settembre 2009 | Mount Lemmon Survey     |
| 243475 -           | 2009 SB265               | 23 settembre 2009 | Mount Lemmon Survey     |
| 243476 -           | 2009 SZ289               | 25 settembre 2009 | Spacewatch              |
| 243477 -           | 2009 SP293               | 26 settembre 2009 | Spacewatch              |
| 243478 -           | 2009 SY329               | 17 settembre 2009 | Spacewatch              |
| 243479 -           | 2009 TY5                 | 11 ottobre 2009   | OAM                     |
| 243480 -           | 2009 TQ9                 | 14 ottobre 2009   | BATTeRS                 |
| 243481 -           | 2009 TW14                | 14 ottobre 2009   | OAM                     |
| 243482 -           | 2009 TY14                | 12 ottobre 2009   | OAM                     |
| 243483 -           | 2009 TW17                | 15 ottobre 2009   | CSS                     |
| 243484 -           | 2009 TA23                | 14 ottobre 2009   | OAM                     |
| 243485 -           | 2009 TH26                | 14 ottobre 2009   | PMO NEO Survey Program  |
| 243486 -           | 2009 TQ34                | 12 ottobre 2009   | OAM                     |
| 243487 -           | 2009 TB38                | 14 ottobre 2009   | CSS                     |
| 243488 -           | 2009 TB41                | 14 ottobre 2009   | PMO NEO Survey Program  |
| 243489 -           | 2009 UX11                | 16 ottobre 2009   | CSS                     |
| 243490 -           | 2009 UF19                | 23 ottobre 2009   | Mayhill                 |
| 243491 Mühlviertel | 2009 UH19                | 20 ottobre 2009   | Voglsam, D.             |
| 243492 -           | 2009 UB26                | 21 ottobre 2009   | CSS                     |
| 243493 -           | 2009 UY39                | 22 ottobre 2009   | Mount Lemmon Survey     |
| 243494 -           | 2009 UF74                | 21 ottobre 2009   | Mount Lemmon Survey     |
| 243495 -           | 2009 UB102               | 24 ottobre 2009   | CSS                     |
| 243496 -           | 2009 UV105               | 21 ottobre 2009   | Mount Lemmon Survey     |
| 243497 -           | 2009 UR122               | 26 ottobre 2009   | Mount Lemmon Survey     |
| 243498 -           | 2009 US130               | 26 ottobre 2009   | CSS                     |
| 243499 -           | 2009 UA131               | 30 ottobre 2009   | Mount Lemmon Survey     |
| 243500 -           | 2009 UK139               | 27 ottobre 2009   | Mount Lemmon Survey     |

## 243501-243600
| Nome                   | Designazione provvisoria | Data di scoperta  | Scopritore                                                |
| ---------------------- | ------------------------ | ----------------- | --------------------------------------------------------- |
| 243501 -               | 2009 UR139               | 24 ottobre 2009   | Mount Lemmon Survey                                       |
| 243502 -               | 2009 UE140               | 25 ottobre 2009   | Spacewatch                                                |
| 243503 -               | 2009 VS26                | 8 novembre 2009   | Spacewatch                                                |
| 243504 -               | 2009 VD77                | 8 novembre 2009   | CSS                                                       |
| 243505 -               | 2009 VG106               | 9 novembre 2009   | CSS                                                       |
| 243506 -               | 2009 WS                  | 16 novembre 2009  | Molnar, L. A.                                             |
| 243507 -               | 2009 WT26                | 16 novembre 2009  | Spacewatch                                                |
| 243508 -               | 2009 WM71                | 18 novembre 2009  | Spacewatch                                                |
| 243509 -               | 2009 WB80                | 18 novembre 2009  | Spacewatch                                                |
| 243510 -               | 2009 WE84                | 19 novembre 2009  | Spacewatch                                                |
| 243511 -               | 2009 WF129               | 20 novembre 2009  | Mount Lemmon Survey                                       |
| 243512 -               | 2009 YF10                | 17 dicembre 2009  | Spacewatch                                                |
| 243513 -               | 2009 YL15                | 18 dicembre 2009  | Spacewatch                                                |
| 243514 -               | 2010 AT58                | 11 gennaio 2010   | Spacewatch                                                |
| 243515 -               | 2010 AT66                | 11 gennaio 2010   | Spacewatch                                                |
| 243516 Marklarsen      | 2010 CC7                 | 6 febbraio 2010   | WISE                                                      |
| 243517 -               | 2010 CD32                | 9 febbraio 2010   | Spacewatch                                                |
| 243518 -               | 2010 CK34                | 10 febbraio 2010  | Spacewatch                                                |
| 243519 -               | 2010 CX34                | 10 febbraio 2010  | Spacewatch                                                |
| 243520 -               | 2010 CH44                | 14 febbraio 2010  | Calvin College                                            |
| 243521 -               | 2010 CF63                | 9 febbraio 2010   | Spacewatch                                                |
| 243522 -               | 2010 CA124               | 15 febbraio 2010  | CSS                                                       |
| 243523 -               | 2010 CO138               | 13 febbraio 2010  | Spacewatch                                                |
| 243524 -               | 2010 DG8                 | 16 febbraio 2010  | Spacewatch                                                |
| 243525 -               | 2010 DY8                 | 16 febbraio 2010  | Spacewatch                                                |
| 243526 Russwalker      | 2010 DY28                | 19 febbraio 2010  | WISE                                                      |
| 243527 -               | 2010 DZ42                | 17 febbraio 2010  | Spacewatch                                                |
| 243528 -               | 2010 DV46                | 17 febbraio 2010  | Spacewatch                                                |
| 243529 Petereisenhardt | 2010 DO50                | 20 febbraio 2010  | WISE                                                      |
| 243530 -               | 2010 DR78                | 17 febbraio 2010  | Siding Spring Survey                                      |
| 243531 -               | 2010 EV29                | 5 marzo 2010      | CSS                                                       |
| 243532 -               | 2010 EE30                | 5 marzo 2010      | CSS                                                       |
| 243533 -               | 2010 EH34                | 5 marzo 2010      | Spacewatch                                                |
| 243534 -               | 2010 EO40                | 12 marzo 2010     | CSS                                                       |
| 243535 -               | 2010 ET87                | 13 marzo 2010     | Mount Lemmon Survey                                       |
| 243536 Mannheim        | 2010 EQ111               | 15 marzo 2010     | Schwab, E.                                                |
| 243537 -               | 2010 EL125               | 13 marzo 2010     | Spacewatch                                                |
| 243538 -               | 2010 FG21                | 18 marzo 2010     | Mount Lemmon Survey                                       |
| 243539 -               | 2010 FA56                | 19 marzo 2010     | Spacewatch                                                |
| 243540 -               | 2010 GH75                | 7 aprile 2010     | CSS                                                       |
| 243541 -               | 2010 GL75                | 11 aprile 2010    | Mount Lemmon Survey                                       |
| 243542 -               | 2010 JT1                 | 3 maggio 2010     | Spacewatch                                                |
| 243543 -               | 2010 JB29                | 2 maggio 2010     | Spacewatch                                                |
| 243544 -               | 2010 JD29                | 2 maggio 2010     | Spacewatch                                                |
| 243545 -               | 2010 JO29                | 3 maggio 2010     | Spacewatch                                                |
| 243546 Fengchuanliu    | 2010 JH61                | 8 maggio 2010     | WISE                                                      |
| 243547 -               | 2010 JU71                | 3 maggio 2010     | Spacewatch                                                |
| 243548 -               | 2010 JN73                | 8 maggio 2010     | Mount Lemmon Survey                                       |
| 243549 -               | 2010 JF158               | 14 maggio 2010    | Mount Lemmon Survey                                       |
| 243550 -               | 1240 T-2                 | 29 settembre 1973 | van Houten, C. J., van Houten-Groeneveld, I., Gehrels, T. |
| 243551 -               | 3266 T-3                 | 16 ottobre 1977   | van Houten, C. J., van Houten-Groeneveld, I., Gehrels, T. |
| 243552 -               | 4514 T-3                 | 16 ottobre 1977   | van Houten, C. J., van Houten-Groeneveld, I., Gehrels, T. |
| 243553 -               | 5066 T-3                 | 16 ottobre 1977   | van Houten, C. J., van Houten-Groeneveld, I., Gehrels, T. |
| 243554 -               | 1981 EL30                | 2 marzo 1981      | Bus, S. J.                                                |
| 243555 -               | 1991 VB8                 | 4 novembre 1991   | Spacewatch                                                |
| 243556 -               | 1993 HT3                 | 20 aprile 1993    | Spacewatch                                                |
| 243557 -               | 1993 HF4                 | 20 aprile 1993    | Spacewatch                                                |
| 243558 -               | 1993 TJ28                | 9 ottobre 1993    | Elst, E. W.                                               |
| 243559 -               | 1993 TR37                | 9 ottobre 1993    | Elst, E. W.                                               |
| 243560 -               | 1994 PO5                 | 10 agosto 1994    | Elst, E. W.                                               |
| 243561 -               | 1994 YD4                 | 31 dicembre 1994  | Spacewatch                                                |
| 243562 -               | 1995 BA8                 | 29 gennaio 1995   | Spacewatch                                                |
| 243563 -               | 1995 FU14                | 27 marzo 1995     | Spacewatch                                                |
| 243564 -               | 1995 ML8                 | 29 giugno 1995    | Spacewatch                                                |
| 243565 -               | 1995 OU7                 | 25 luglio 1995    | Spacewatch                                                |
| 243566 -               | 1995 SA                  | 17 settembre 1995 | Spacewatch                                                |
| 243567 -               | 1995 SP23                | 19 settembre 1995 | Spacewatch                                                |
| 243568 -               | 1995 SX85                | 26 settembre 1995 | Spacewatch                                                |
| 243569 -               | 1995 XN4                 | 14 dicembre 1995  | Spacewatch                                                |
| 243570 -               | 1995 XR4                 | 14 dicembre 1995  | Spacewatch                                                |
| 243571 -               | 1996 AS6                 | 12 gennaio 1996   | Spacewatch                                                |
| 243572 -               | 1996 GA9                 | 13 aprile 1996    | Spacewatch                                                |
| 243573 -               | 1996 LF2                 | 8 giugno 1996     | Spacewatch                                                |
| 243574 -               | 1996 RO7                 | 5 settembre 1996  | Spacewatch                                                |
| 243575 -               | 1996 VW17                | 6 novembre 1996   | Spacewatch                                                |
| 243576 -               | 1996 VB39                | 7 novembre 1996   | Beijing Schmidt CCD Asteroid Prog                         |
| 243577 -               | 1996 WE                  | 16 novembre 1996  | di Cicco, D.                                              |
| 243578 -               | 1996 XO12                | 6 dicembre 1996   | Spacewatch                                                |
| 243579 -               | 1997 NC6                 | 9 luglio 1997     | Spacewatch                                                |
| 243580 -               | 1997 PG1                 | 5 agosto 1997     | Lopez, A., Pacheco, R.                                    |
| 243581 -               | 1997 RH6                 | 7 settembre 1997  | ODAS                                                      |
| 243582 -               | 1997 SZ7                 | 23 settembre 1997 | Spacewatch                                                |
| 243583 -               | 1997 TU19                | 2 ottobre 1997    | Spacewatch                                                |
| 243584 -               | 1997 TU20                | 4 ottobre 1997    | Spacewatch                                                |
| 243585 -               | 1997 WY28                | 29 novembre 1997  | Spacewatch                                                |
| 243586 -               | 1997 YN12                | 21 dicembre 1997  | Spacewatch                                                |
| 243587 -               | 1998 DU9                 | 22 febbraio 1998  | NEAT                                                      |
| 243588 -               | 1998 MA6                 | 19 giugno 1998    | Spacewatch                                                |
| 243589 -               | 1998 QP3                 | 17 agosto 1998    | LINEAR                                                    |
| 243590 -               | 1998 QY82                | 24 agosto 1998    | LINEAR                                                    |
| 243591 Ignacostantino  | 1998 RG3                 | 15 settembre 1998 | Casulli, V. S.                                            |
| 243592 -               | 1998 RQ4                 | 14 settembre 1998 | LINEAR                                                    |
| 243593 -               | 1998 RO10                | 13 settembre 1998 | Spacewatch                                                |
| 243594 -               | 1998 RH37                | 14 settembre 1998 | LINEAR                                                    |
| 243595 -               | 1998 RS79                | 14 settembre 1998 | LINEAR                                                    |
| 243596 -               | 1998 ST79                | 26 settembre 1998 | LINEAR                                                    |
| 243597 -               | 1998 SK83                | 26 settembre 1998 | LINEAR                                                    |
| 243598 -               | 1998 SS99                | 26 settembre 1998 | LINEAR                                                    |
| 243599 -               | 1998 SX153               | 26 settembre 1998 | LINEAR                                                    |
| 243600 -               | 1998 SV154               | 26 settembre 1998 | LINEAR                                                    |

## 243601-243700
| Nome             | Designazione provvisoria | Data di scoperta  | Scopritore               |
| ---------------- | ------------------------ | ----------------- | ------------------------ |
| 243601 -         | 1998 SV168               | 17 settembre 1998 | LONEOS                   |
| 243602 -         | 1998 UF10                | 16 ottobre 1998   | Spacewatch               |
| 243603 -         | 1998 VG43                | 15 novembre 1998  | Spacewatch               |
| 243604 -         | 1998 WV25                | 16 novembre 1998  | Spacewatch               |
| 243605 -         | 1998 WO29                | 23 novembre 1998  | Spacewatch               |
| 243606 -         | 1998 WY36                | 21 novembre 1998  | Spacewatch               |
| 243607 -         | 1998 WJ42                | 19 novembre 1998  | ODAS                     |
| 243608 -         | 1998 XE23                | 11 dicembre 1998  | Spacewatch               |
| 243609 -         | 1998 YY11                | 26 dicembre 1998  | Kobayashi, T.            |
| 243610 -         | 1998 YR13                | 19 dicembre 1998  | Spacewatch               |
| 243611 -         | 1999 AS1                 | 8 gennaio 1999    | Spacewatch               |
| 243612 -         | 1999 BQ8                 | 16 gennaio 1999   | Spacewatch               |
| 243613 -         | 1999 CP115               | 12 febbraio 1999  | LINEAR                   |
| 243614 -         | 1999 CN132               | 8 febbraio 1999   | Spacewatch               |
| 243615 -         | 1999 FP2                 | 16 marzo 1999     | Spacewatch               |
| 243616 -         | 1999 FQ76                | 20 marzo 1999     | Sloan Digital Sky Survey |
| 243617 -         | 1999 GT54                | 6 aprile 1999     | Spacewatch               |
| 243618 -         | 1999 JU61                | 10 maggio 1999    | LINEAR                   |
| 243619 -         | 1999 KK9                 | 18 maggio 1999    | LINEAR                   |
| 243620 -         | 1999 LC5                 | 8 giugno 1999     | LINEAR                   |
| 243621 -         | 1999 RN15                | 7 settembre 1999  | LINEAR                   |
| 243622 -         | 1999 RF16                | 7 settembre 1999  | LINEAR                   |
| 243623 -         | 1999 RY22                | 7 settembre 1999  | LINEAR                   |
| 243624 -         | 1999 RF37                | 12 settembre 1999 | Santangelo, M. M. M.     |
| 243625 -         | 1999 RA88                | 7 settembre 1999  | LINEAR                   |
| 243626 -         | 1999 RP114               | 9 settembre 1999  | LINEAR                   |
| 243627 -         | 1999 RH124               | 9 settembre 1999  | LINEAR                   |
| 243628 -         | 1999 RG131               | 9 settembre 1999  | LINEAR                   |
| 243629 -         | 1999 RX201               | 8 settembre 1999  | LINEAR                   |
| 243630 -         | 1999 RX202               | 8 settembre 1999  | LINEAR                   |
| 243631 -         | 1999 RP203               | 8 settembre 1999  | LINEAR                   |
| 243632 -         | 1999 RZ206               | 8 settembre 1999  | LINEAR                   |
| 243633 -         | 1999 RL239               | 8 settembre 1999  | LINEAR                   |
| 243634 -         | 1999 SH12                | 27 settembre 1999 | LINEAR                   |
| 243635 -         | 1999 SD16                | 29 settembre 1999 | CSS                      |
| 243636 -         | 1999 SD17                | 30 settembre 1999 | CSS                      |
| 243637 Frosinone | 1999 TZ10                | 8 ottobre 1999    | Masi, G.                 |
| 243638 -         | 1999 TE28                | 3 ottobre 1999    | LINEAR                   |
| 243639 -         | 1999 TO51                | 4 ottobre 1999    | Spacewatch               |
| 243640 -         | 1999 TG53                | 6 ottobre 1999    | Spacewatch               |
| 243641 -         | 1999 TN61                | 7 ottobre 1999    | Spacewatch               |
| 243642 -         | 1999 TL101               | 2 ottobre 1999    | LINEAR                   |
| 243643 -         | 1999 TT110               | 4 ottobre 1999    | LINEAR                   |
| 243644 -         | 1999 TY135               | 6 ottobre 1999    | LINEAR                   |
| 243645 -         | 1999 TE137               | 6 ottobre 1999    | LINEAR                   |
| 243646 -         | 1999 TT147               | 7 ottobre 1999    | LINEAR                   |
| 243647 -         | 1999 TZ153               | 7 ottobre 1999    | LINEAR                   |
| 243648 -         | 1999 TX176               | 10 ottobre 1999   | LINEAR                   |
| 243649 -         | 1999 TS190               | 12 ottobre 1999   | LINEAR                   |
| 243650 -         | 1999 TL240               | 4 ottobre 1999    | CSS                      |
| 243651 -         | 1999 TV253               | 11 ottobre 1999   | LINEAR                   |
| 243652 -         | 1999 TG254               | 13 ottobre 1999   | Spacewatch               |
| 243653 -         | 1999 TD265               | 3 ottobre 1999    | LINEAR                   |
| 243654 -         | 1999 TO289               | 10 ottobre 1999   | LINEAR                   |
| 243655 -         | 1999 US25                | 29 ottobre 1999   | CSS                      |
| 243656 -         | 1999 UP43                | 28 ottobre 1999   | CSS                      |
| 243657 -         | 1999 UX45                | 31 ottobre 1999   | CSS                      |
| 243658 -         | 1999 UC52                | 31 ottobre 1999   | CSS                      |
| 243659 -         | 1999 UT57                | 31 ottobre 1999   | CSS                      |
| 243660 -         | 1999 VU13                | 2 novembre 1999   | LINEAR                   |
| 243661 -         | 1999 VX13                | 2 novembre 1999   | LINEAR                   |
| 243662 -         | 1999 VW71                | 15 novembre 1999  | Eskridge                 |
| 243663 -         | 1999 VU76                | 5 novembre 1999   | Spacewatch               |
| 243664 -         | 1999 VQ80                | 4 novembre 1999   | LINEAR                   |
| 243665 -         | 1999 VZ80                | 4 novembre 1999   | LINEAR                   |
| 243666 -         | 1999 VO83                | 2 novembre 1999   | Spacewatch               |
| 243667 -         | 1999 VR84                | 6 novembre 1999   | Spacewatch               |
| 243668 -         | 1999 VF85                | 6 novembre 1999   | Spacewatch               |
| 243669 -         | 1999 VG106               | 9 novembre 1999   | LINEAR                   |
| 243670 -         | 1999 VV130               | 9 novembre 1999   | Spacewatch               |
| 243671 -         | 1999 VU148               | 14 novembre 1999  | LINEAR                   |
| 243672 -         | 1999 VR166               | 14 novembre 1999  | LINEAR                   |
| 243673 -         | 1999 VR192               | 1 novembre 1999   | LONEOS                   |
| 243674 -         | 1999 VV199               | 4 novembre 1999   | LONEOS                   |
| 243675 -         | 1999 VG207               | 11 novembre 1999  | Spacewatch               |
| 243676 -         | 1999 WQ10                | 28 novembre 1999  | Spacewatch               |
| 243677 -         | 1999 WW15                | 29 novembre 1999  | Spacewatch               |
| 243678 -         | 1999 WH20                | 16 novembre 1999  | LINEAR                   |
| 243679 -         | 1999 XV29                | 6 dicembre 1999   | LINEAR                   |
| 243680 -         | 1999 XU65                | 7 dicembre 1999   | LINEAR                   |
| 243681 -         | 1999 XK80                | 7 dicembre 1999   | LINEAR                   |
| 243682 -         | 1999 XL92                | 7 dicembre 1999   | LINEAR                   |
| 243683 -         | 1999 XE99                | 7 dicembre 1999   | LINEAR                   |
| 243684 -         | 1999 XZ134               | 6 dicembre 1999   | LINEAR                   |
| 243685 -         | 1999 XB135               | 6 dicembre 1999   | LINEAR                   |
| 243686 -         | 1999 XD138               | 2 dicembre 1999   | Spacewatch               |
| 243687 -         | 1999 XU146               | 7 dicembre 1999   | Spacewatch               |
| 243688 -         | 1999 XX171               | 10 dicembre 1999  | LINEAR                   |
| 243689 -         | 1999 XO172               | 10 dicembre 1999  | LINEAR                   |
| 243690 -         | 1999 XA219               | 15 dicembre 1999  | Spacewatch               |
| 243691 -         | 1999 YK10                | 27 dicembre 1999  | Spacewatch               |
| 243692 -         | 1999 YJ26                | 31 dicembre 1999  | Spacewatch               |
| 243693 -         | 2000 AC43                | 5 gennaio 2000    | LINEAR                   |
| 243694 -         | 2000 AO44                | 5 gennaio 2000    | Spacewatch               |
| 243695 -         | 2000 AJ72                | 5 gennaio 2000    | LINEAR                   |
| 243696 -         | 2000 AA73                | 5 gennaio 2000    | LINEAR                   |
| 243697 -         | 2000 BY1                 | 27 gennaio 2000   | Spacewatch               |
| 243698 -         | 2000 BH5                 | 27 gennaio 2000   | LINEAR                   |
| 243699 -         | 2000 BM31                | 29 gennaio 2000   | Spacewatch               |
| 243700 -         | 2000 BU41                | 30 gennaio 2000   | Spacewatch               |

## 243701-243800
| Nome     | Designazione provvisoria | Data di scoperta  | Scopritore    |
| -------- | ------------------------ | ----------------- | ------------- |
| 243701 - | 2000 CD9                 | 2 febbraio 2000   | LINEAR        |
| 243702 - | 2000 CL47                | 2 febbraio 2000   | LINEAR        |
| 243703 - | 2000 CO57                | 5 febbraio 2000   | LINEAR        |
| 243704 - | 2000 CT64                | 3 febbraio 2000   | LINEAR        |
| 243705 - | 2000 CE81                | 4 febbraio 2000   | LINEAR        |
| 243706 - | 2000 CM98                | 8 febbraio 2000   | Spacewatch    |
| 243707 - | 2000 CV99                | 8 febbraio 2000   | Spacewatch    |
| 243708 - | 2000 DQ45                | 29 febbraio 2000  | LINEAR        |
| 243709 - | 2000 ET1                 | 3 marzo 2000      | LINEAR        |
| 243710 - | 2000 ED96                | 11 marzo 2000     | LINEAR        |
| 243711 - | 2000 EP141               | 2 marzo 2000      | CSS           |
| 243712 - | 2000 FR6                 | 27 marzo 2000     | Spacewatch    |
| 243713 - | 2000 FF7                 | 29 marzo 2000     | Spacewatch    |
| 243714 - | 2000 FA65                | 25 marzo 2000     | Spacewatch    |
| 243715 - | 2000 GN37                | 5 aprile 2000     | LINEAR        |
| 243716 - | 2000 GE117               | 2 aprile 2000     | Spacewatch    |
| 243717 - | 2000 GN146               | 7 aprile 2000     | Spacewatch    |
| 243718 - | 2000 GA161               | 7 aprile 2000     | LONEOS        |
| 243719 - | 2000 GU180               | 6 aprile 2000     | LINEAR        |
| 243720 - | 2000 HZ5                 | 24 aprile 2000    | Spacewatch    |
| 243721 - | 2000 HL68                | 28 aprile 2000    | Spacewatch    |
| 243722 - | 2000 HX84                | 30 aprile 2000    | NEAT          |
| 243723 - | 2000 HG101               | 26 aprile 2000    | Spacewatch    |
| 243724 - | 2000 JG10                | 4 maggio 2000     | LINEAR        |
| 243725 - | 2000 JK16                | 5 maggio 2000     | LINEAR        |
| 243726 - | 2000 JK18                | 3 maggio 2000     | LINEAR        |
| 243727 - | 2000 JV18                | 3 maggio 2000     | LINEAR        |
| 243728 - | 2000 JP63                | 9 maggio 2000     | LINEAR        |
| 243729 - | 2000 KN9                 | 28 maggio 2000    | LINEAR        |
| 243730 - | 2000 KB10                | 28 maggio 2000    | LINEAR        |
| 243731 - | 2000 KH10                | 28 maggio 2000    | LINEAR        |
| 243732 - | 2000 KV13                | 28 maggio 2000    | LINEAR        |
| 243733 - | 2000 LZ1                 | 4 giugno 2000     | Broughton, J. |
| 243734 - | 2000 NG19                | 5 luglio 2000     | LONEOS        |
| 243735 - | 2000 OT1                 | 23 luglio 2000    | Eskridge      |
| 243736 - | 2000 OM7                 | 30 luglio 2000    | LINEAR        |
| 243737 - | 2000 OU7                 | 30 luglio 2000    | LINEAR        |
| 243738 - | 2000 PP6                 | 3 agosto 2000     | LINEAR        |
| 243739 - | 2000 PO18                | 1 agosto 2000     | LINEAR        |
| 243740 - | 2000 QM21                | 24 agosto 2000    | LINEAR        |
| 243741 - | 2000 QS21                | 24 agosto 2000    | LINEAR        |
| 243742 - | 2000 QK34                | 26 agosto 2000    | LINEAR        |
| 243743 - | 2000 QL62                | 28 agosto 2000    | LINEAR        |
| 243744 - | 2000 QT64                | 28 agosto 2000    | LINEAR        |
| 243745 - | 2000 QM86                | 25 agosto 2000    | LINEAR        |
| 243746 - | 2000 QU88                | 25 agosto 2000    | LINEAR        |
| 243747 - | 2000 QR98                | 28 agosto 2000    | LINEAR        |
| 243748 - | 2000 QJ99                | 28 agosto 2000    | LINEAR        |
| 243749 - | 2000 QR107               | 29 agosto 2000    | LINEAR        |
| 243750 - | 2000 QS121               | 25 agosto 2000    | LINEAR        |
| 243751 - | 2000 QZ129               | 31 agosto 2000    | LINEAR        |
| 243752 - | 2000 QN139               | 31 agosto 2000    | LINEAR        |
| 243753 - | 2000 QS157               | 31 agosto 2000    | LINEAR        |
| 243754 - | 2000 QY159               | 31 agosto 2000    | LINEAR        |
| 243755 - | 2000 QV162               | 31 agosto 2000    | LINEAR        |
| 243756 - | 2000 QP196               | 29 agosto 2000    | LINEAR        |
| 243757 - | 2000 QZ198               | 29 agosto 2000    | LINEAR        |
| 243758 - | 2000 QM200               | 29 agosto 2000    | LINEAR        |
| 243759 - | 2000 QK205               | 31 agosto 2000    | LINEAR        |
| 243760 - | 2000 QD209               | 31 agosto 2000    | LINEAR        |
| 243761 - | 2000 QP220               | 21 agosto 2000    | LONEOS        |
| 243762 - | 2000 QU226               | 31 agosto 2000    | LINEAR        |
| 243763 - | 2000 RF18                | 1 settembre 2000  | LINEAR        |
| 243764 - | 2000 RZ19                | 1 settembre 2000  | LINEAR        |
| 243765 - | 2000 RJ21                | 1 settembre 2000  | LINEAR        |
| 243766 - | 2000 RS26                | 1 settembre 2000  | LINEAR        |
| 243767 - | 2000 RF42                | 3 settembre 2000  | LINEAR        |
| 243768 - | 2000 RS63                | 3 settembre 2000  | LINEAR        |
| 243769 - | 2000 RP78                | 8 settembre 2000  | Spacewatch    |
| 243770 - | 2000 RU79                | 1 settembre 2000  | LINEAR        |
| 243771 - | 2000 RP81                | 1 settembre 2000  | LINEAR        |
| 243772 - | 2000 RS89                | 3 settembre 2000  | LINEAR        |
| 243773 - | 2000 RJ91                | 3 settembre 2000  | LINEAR        |
| 243774 - | 2000 RY97                | 5 settembre 2000  | LONEOS        |
| 243775 - | 2000 RA101               | 5 settembre 2000  | LONEOS        |
| 243776 - | 2000 SH                  | 18 settembre 2000 | Šarounová, L. |
| 243777 - | 2000 SJ                  | 19 settembre 2000 | Ball, L.      |
| 243778 - | 2000 SA5                 | 20 settembre 2000 | LINEAR        |
| 243779 - | 2000 SQ5                 | 22 settembre 2000 | LINEAR        |
| 243780 - | 2000 SC20                | 23 settembre 2000 | LINEAR        |
| 243781 - | 2000 SC22                | 25 settembre 2000 | LINEAR        |
| 243782 - | 2000 SR22                | 20 settembre 2000 | NEAT          |
| 243783 - | 2000 SO54                | 24 settembre 2000 | LINEAR        |
| 243784 - | 2000 SM55                | 24 settembre 2000 | LINEAR        |
| 243785 - | 2000 SF56                | 24 settembre 2000 | LINEAR        |
| 243786 - | 2000 SK58                | 24 settembre 2000 | LINEAR        |
| 243787 - | 2000 SF59                | 24 settembre 2000 | LINEAR        |
| 243788 - | 2000 ST60                | 24 settembre 2000 | LINEAR        |
| 243789 - | 2000 SD67                | 24 settembre 2000 | LINEAR        |
| 243790 - | 2000 SQ70                | 24 settembre 2000 | LINEAR        |
| 243791 - | 2000 SD80                | 24 settembre 2000 | LINEAR        |
| 243792 - | 2000 SM81                | 24 settembre 2000 | LINEAR        |
| 243793 - | 2000 SP81                | 24 settembre 2000 | LINEAR        |
| 243794 - | 2000 SO95                | 23 settembre 2000 | LINEAR        |
| 243795 - | 2000 SP101               | 24 settembre 2000 | LINEAR        |
| 243796 - | 2000 SW109               | 24 settembre 2000 | LINEAR        |
| 243797 - | 2000 SW112               | 24 settembre 2000 | LINEAR        |
| 243798 - | 2000 SM132               | 22 settembre 2000 | LINEAR        |
| 243799 - | 2000 SR132               | 23 settembre 2000 | LINEAR        |
| 243800 - | 2000 SV134               | 23 settembre 2000 | LINEAR        |

## 243801-243900
| Nome     | Designazione provvisoria | Data di scoperta  | Scopritore |
| -------- | ------------------------ | ----------------- | ---------- |
| 243801 - | 2000 SS135               | 23 settembre 2000 | LINEAR     |
| 243802 - | 2000 SU137               | 23 settembre 2000 | LINEAR     |
| 243803 - | 2000 SC157               | 26 settembre 2000 | LINEAR     |
| 243804 - | 2000 SR158               | 23 settembre 2000 | Spacewatch |
| 243805 - | 2000 SS159               | 28 settembre 2000 | Spacewatch |
| 243806 - | 2000 SH162               | 21 settembre 2000 | NEAT       |
| 243807 - | 2000 SR176               | 28 settembre 2000 | LINEAR     |
| 243808 - | 2000 SB196               | 24 settembre 2000 | LINEAR     |
| 243809 - | 2000 SF223               | 27 settembre 2000 | LINEAR     |
| 243810 - | 2000 SS233               | 21 settembre 2000 | LINEAR     |
| 243811 - | 2000 SR237               | 25 settembre 2000 | LINEAR     |
| 243812 - | 2000 SY241               | 24 settembre 2000 | LINEAR     |
| 243813 - | 2000 SP277               | 30 settembre 2000 | LINEAR     |
| 243814 - | 2000 SL292               | 27 settembre 2000 | LINEAR     |
| 243815 - | 2000 SB297               | 28 settembre 2000 | LINEAR     |
| 243816 - | 2000 SY297               | 28 settembre 2000 | LINEAR     |
| 243817 - | 2000 SU306               | 30 settembre 2000 | LINEAR     |
| 243818 - | 2000 SU315               | 28 settembre 2000 | LINEAR     |
| 243819 - | 2000 SO335               | 26 settembre 2000 | Spacewatch |
| 243820 - | 2000 SJ343               | 23 settembre 2000 | LINEAR     |
| 243821 - | 2000 SB344               | 22 settembre 2000 | Spacewatch |
| 243822 - | 2000 ST357               | 28 settembre 2000 | LONEOS     |
| 243823 - | 2000 SC372               | 25 settembre 2000 | LINEAR     |
| 243824 - | 2000 TS10                | 1 ottobre 2000    | LINEAR     |
| 243825 - | 2000 TX10                | 1 ottobre 2000    | LINEAR     |
| 243826 - | 2000 TX20                | 1 ottobre 2000    | LINEAR     |
| 243827 - | 2000 TD25                | 2 ottobre 2000    | LINEAR     |
| 243828 - | 2000 TH25                | 2 ottobre 2000    | LINEAR     |
| 243829 - | 2000 TO32                | 6 ottobre 2000    | Spacewatch |
| 243830 - | 2000 TV36                | 6 ottobre 2000    | LONEOS     |
| 243831 - | 2000 TG40                | 1 ottobre 2000    | LINEAR     |
| 243832 - | 2000 TM60                | 2 ottobre 2000    | LONEOS     |
| 243833 - | 2000 UG30                | 31 ottobre 2000   | LINEAR     |
| 243834 - | 2000 UM51                | 24 ottobre 2000   | LINEAR     |
| 243835 - | 2000 UH68                | 25 ottobre 2000   | LINEAR     |
| 243836 - | 2000 UU71                | 25 ottobre 2000   | LINEAR     |
| 243837 - | 2000 UF74                | 29 ottobre 2000   | LINEAR     |
| 243838 - | 2000 UQ80                | 24 ottobre 2000   | LINEAR     |
| 243839 - | 2000 UZ81                | 25 ottobre 2000   | LINEAR     |
| 243840 - | 2000 UP107               | 30 ottobre 2000   | LINEAR     |
| 243841 - | 2000 VV23                | 1 novembre 2000   | LINEAR     |
| 243842 - | 2000 VZ30                | 1 novembre 2000   | LINEAR     |
| 243843 - | 2000 VT35                | 1 novembre 2000   | LINEAR     |
| 243844 - | 2000 VK40                | 1 novembre 2000   | LINEAR     |
| 243845 - | 2000 VG50                | 2 novembre 2000   | LINEAR     |
| 243846 - | 2000 VT61                | 9 novembre 2000   | LINEAR     |
| 243847 - | 2000 VA62                | 9 novembre 2000   | LINEAR     |
| 243848 - | 2000 WO                  | 16 novembre 2000  | LINEAR     |
| 243849 - | 2000 WK8                 | 20 novembre 2000  | LINEAR     |
| 243850 - | 2000 WR15                | 21 novembre 2000  | LINEAR     |
| 243851 - | 2000 WO22                | 20 novembre 2000  | LINEAR     |
| 243852 - | 2000 WM24                | 20 novembre 2000  | LINEAR     |
| 243853 - | 2000 WQ64                | 27 novembre 2000  | Spacewatch |
| 243854 - | 2000 WW69                | 19 novembre 2000  | LINEAR     |
| 243855 - | 2000 WA73                | 20 novembre 2000  | LINEAR     |
| 243856 - | 2000 WC86                | 20 novembre 2000  | LINEAR     |
| 243857 - | 2000 WR102               | 26 novembre 2000  | LINEAR     |
| 243858 - | 2000 WR104               | 23 novembre 2000  | Spacewatch |
| 243859 - | 2000 WS129               | 19 novembre 2000  | Spacewatch |
| 243860 - | 2000 WA131               | 20 novembre 2000  | LONEOS     |
| 243861 - | 2000 WJ131               | 20 novembre 2000  | LONEOS     |
| 243862 - | 2000 WZ143               | 21 novembre 2000  | LINEAR     |
| 243863 - | 2000 WJ154               | 30 novembre 2000  | LINEAR     |
| 243864 - | 2000 WJ163               | 21 novembre 2000  | LINEAR     |
| 243865 - | 2000 WX172               | 25 novembre 2000  | LONEOS     |
| 243866 - | 2000 WB184               | 30 novembre 2000  | LONEOS     |
| 243867 - | 2000 WF189               | 18 novembre 2000  | LONEOS     |
| 243868 - | 2000 WP189               | 18 novembre 2000  | LONEOS     |
| 243869 - | 2000 XJ1                 | 3 dicembre 2000   | Spacewatch |
| 243870 - | 2000 XQ1                 | 3 dicembre 2000   | Spacewatch |
| 243871 - | 2000 XZ2                 | 1 dicembre 2000   | LINEAR     |
| 243872 - | 2000 XW17                | 4 dicembre 2000   | LINEAR     |
| 243873 - | 2000 XM29                | 4 dicembre 2000   | LINEAR     |
| 243874 - | 2000 XY30                | 4 dicembre 2000   | LINEAR     |
| 243875 - | 2000 XB40                | 5 dicembre 2000   | LINEAR     |
| 243876 - | 2000 XU40                | 5 dicembre 2000   | LINEAR     |
| 243877 - | 2000 YR1                 | 17 dicembre 2000  | LINEAR     |
| 243878 - | 2000 YY6                 | 20 dicembre 2000  | LINEAR     |
| 243879 - | 2000 YU7                 | 21 dicembre 2000  | LINEAR     |
| 243880 - | 2000 YH23                | 28 dicembre 2000  | Spacewatch |
| 243881 - | 2000 YP33                | 31 dicembre 2000  | NEAT       |
| 243882 - | 2000 YT38                | 30 dicembre 2000  | LINEAR     |
| 243883 - | 2000 YO46                | 30 dicembre 2000  | LINEAR     |
| 243884 - | 2000 YB56                | 30 dicembre 2000  | LINEAR     |
| 243885 - | 2000 YQ94                | 30 dicembre 2000  | LINEAR     |
| 243886 - | 2000 YK99                | 30 dicembre 2000  | LINEAR     |
| 243887 - | 2000 YA101               | 31 dicembre 2000  | NEAT       |
| 243888 - | 2000 YP119               | 17 dicembre 2000  | Spacewatch |
| 243889 - | 2001 AO6                 | 2 gennaio 2001    | LINEAR     |
| 243890 - | 2001 AD36                | 5 gennaio 2001    | LINEAR     |
| 243891 - | 2001 AV45                | 15 gennaio 2001   | LINEAR     |
| 243892 - | 2001 AM50                | 14 gennaio 2001   | Spacewatch |
| 243893 - | 2001 BN5                 | 19 gennaio 2001   | LINEAR     |
| 243894 - | 2001 BW23                | 20 gennaio 2001   | LINEAR     |
| 243895 - | 2001 BA27                | 20 gennaio 2001   | LINEAR     |
| 243896 - | 2001 BN48                | 21 gennaio 2001   | LINEAR     |
| 243897 - | 2001 BH52                | 17 gennaio 2001   | Spacewatch |
| 243898 - | 2001 BD56                | 19 gennaio 2001   | LINEAR     |
| 243899 - | 2001 DA12                | 17 febbraio 2001  | LINEAR     |
| 243900 - | 2001 DC61                | 19 febbraio 2001  | LINEAR     |

## 243901-244000
| Nome     | Designazione provvisoria | Data di scoperta  | Scopritore                  |
| -------- | ------------------------ | ----------------- | --------------------------- |
| 243901 - | 2001 EJ2                 | 1 marzo 2001      | LINEAR                      |
| 243902 - | 2001 EP5                 | 2 marzo 2001      | LONEOS                      |
| 243903 - | 2001 EW17                | 15 marzo 2001     | LINEAR                      |
| 243904 - | 2001 FR40                | 18 marzo 2001     | LINEAR                      |
| 243905 - | 2001 FB82                | 23 marzo 2001     | LINEAR                      |
| 243906 - | 2001 FG88                | 24 marzo 2001     | Spacewatch                  |
| 243907 - | 2001 FG93                | 16 marzo 2001     | LINEAR                      |
| 243908 - | 2001 FE95                | 16 marzo 2001     | LINEAR                      |
| 243909 - | 2001 FY103               | 18 marzo 2001     | LINEAR                      |
| 243910 - | 2001 FJ122               | 23 marzo 2001     | LONEOS                      |
| 243911 - | 2001 FJ189               | 16 marzo 2001     | LINEAR                      |
| 243912 - | 2001 HZ1                 | 17 aprile 2001    | LINEAR                      |
| 243913 - | 2001 HR13                | 21 aprile 2001    | LINEAR                      |
| 243914 - | 2001 HY22                | 26 aprile 2001    | Yeung, W. K. Y.             |
| 243915 - | 2001 HE57                | 25 aprile 2001    | LONEOS                      |
| 243916 - | 2001 HM68                | 16 aprile 2001    | Spacewatch                  |
| 243917 - | 2001 KN32                | 24 maggio 2001    | Spacewatch                  |
| 243918 - | 2001 KX47                | 24 maggio 2001    | LINEAR                      |
| 243919 - | 2001 KB57                | 23 maggio 2001    | LINEAR                      |
| 243920 - | 2001 MM21                | 27 giugno 2001    | NEAT                        |
| 243921 - | 2001 MU24                | 16 giugno 2001    | LONEOS                      |
| 243922 - | 2001 MS25                | 19 giugno 2001    | NEAT                        |
| 243923 - | 2001 NQ1                 | 10 luglio 2001    | NEAT                        |
| 243924 - | 2001 NO22                | 1 luglio 2001     | NEAT                        |
| 243925 - | 2001 OZ5                 | 17 luglio 2001    | LONEOS                      |
| 243926 - | 2001 OX22                | 18 luglio 2001    | NEAT                        |
| 243927 - | 2001 OR33                | 19 luglio 2001    | NEAT                        |
| 243928 - | 2001 OT53                | 21 luglio 2001    | NEAT                        |
| 243929 - | 2001 OU61                | 21 luglio 2001    | NEAT                        |
| 243930 - | 2001 OO66                | 23 luglio 2001    | NEAT                        |
| 243931 - | 2001 OC86                | 22 luglio 2001    | LINEAR                      |
| 243932 - | 2001 OL88                | 21 luglio 2001    | NEAT                        |
| 243933 - | 2001 OX91                | 31 luglio 2001    | NEAT                        |
| 243934 - | 2001 OQ106               | 29 luglio 2001    | LINEAR                      |
| 243935 - | 2001 PC7                 | 10 agosto 2001    | NEAT                        |
| 243936 - | 2001 PA15                | 13 agosto 2001    | Uppsala-DLR Asteroid Survey |
| 243937 - | 2001 PZ21                | 10 agosto 2001    | NEAT                        |
| 243938 - | 2001 PJ27                | 11 agosto 2001    | NEAT                        |
| 243939 - | 2001 PX32                | 10 agosto 2001    | NEAT                        |
| 243940 - | 2001 PT33                | 10 agosto 2001    | NEAT                        |
| 243941 - | 2001 PT35                | 11 agosto 2001    | NEAT                        |
| 243942 - | 2001 PM49                | 13 agosto 2001    | NEAT                        |
| 243943 - | 2001 PO49                | 14 agosto 2001    | NEAT                        |
| 243944 - | 2001 QM4                 | 16 agosto 2001    | LINEAR                      |
| 243945 - | 2001 QU39                | 16 agosto 2001    | LINEAR                      |
| 243946 - | 2001 QM79                | 16 agosto 2001    | LINEAR                      |
| 243947 - | 2001 QX89                | 16 agosto 2001    | NEAT                        |
| 243948 - | 2001 QD117               | 17 agosto 2001    | LINEAR                      |
| 243949 - | 2001 QG126               | 20 agosto 2001    | LINEAR                      |
| 243950 - | 2001 QY132               | 20 agosto 2001    | LINEAR                      |
| 243951 - | 2001 QX163               | 31 agosto 2001    | Yeung, W. K. Y.             |
| 243952 - | 2001 QP166               | 24 agosto 2001    | NEAT                        |
| 243953 - | 2001 QE173               | 25 agosto 2001    | LINEAR                      |
| 243954 - | 2001 QJ173               | 25 agosto 2001    | LINEAR                      |
| 243955 - | 2001 QW179               | 25 agosto 2001    | NEAT                        |
| 243956 - | 2001 QR194               | 22 agosto 2001    | LINEAR                      |
| 243957 - | 2001 QZ206               | 23 agosto 2001    | LONEOS                      |
| 243958 - | 2001 QX208               | 23 agosto 2001    | LONEOS                      |
| 243959 - | 2001 QM212               | 23 agosto 2001    | LONEOS                      |
| 243960 - | 2001 QQ227               | 24 agosto 2001    | LONEOS                      |
| 243961 - | 2001 QL229               | 24 agosto 2001    | LONEOS                      |
| 243962 - | 2001 QD246               | 24 agosto 2001    | LINEAR                      |
| 243963 - | 2001 QM246               | 24 agosto 2001    | LINEAR                      |
| 243964 - | 2001 QD254               | 25 agosto 2001    | LONEOS                      |
| 243965 - | 2001 QT264               | 26 agosto 2001    | LONEOS                      |
| 243966 - | 2001 QX280               | 19 agosto 2001    | LINEAR                      |
| 243967 - | 2001 QD286               | 17 agosto 2001    | NEAT                        |
| 243968 - | 2001 QM294               | 24 agosto 2001    | LONEOS                      |
| 243969 - | 2001 QX294               | 24 agosto 2001    | LINEAR                      |
| 243970 - | 2001 QJ329               | 22 agosto 2001    | Spacewatch                  |
| 243971 - | 2001 QL330               | 25 agosto 2001    | LINEAR                      |
| 243972 - | 2001 QS333               | 27 agosto 2001    | NEAT                        |
| 243973 - | 2001 RP                  | 7 settembre 2001  | LINEAR                      |
| 243974 - | 2001 RM10                | 10 settembre 2001 | LINEAR                      |
| 243975 - | 2001 RN20                | 7 settembre 2001  | LINEAR                      |
| 243976 - | 2001 RD26                | 7 settembre 2001  | LINEAR                      |
| 243977 - | 2001 RB32                | 8 settembre 2001  | LINEAR                      |
| 243978 - | 2001 RH40                | 10 settembre 2001 | LINEAR                      |
| 243979 - | 2001 RC43                | 9 settembre 2001  | NEAT                        |
| 243980 - | 2001 RF49                | 11 settembre 2001 | LINEAR                      |
| 243981 - | 2001 RC50                | 10 settembre 2001 | LINEAR                      |
| 243982 - | 2001 RP52                | 12 settembre 2001 | LINEAR                      |
| 243983 - | 2001 RJ53                | 12 settembre 2001 | LINEAR                      |
| 243984 - | 2001 RS57                | 12 settembre 2001 | LINEAR                      |
| 243985 - | 2001 RA61                | 12 settembre 2001 | LINEAR                      |
| 243986 - | 2001 RW62                | 12 settembre 2001 | LINEAR                      |
| 243987 - | 2001 RE64                | 10 settembre 2001 | LINEAR                      |
| 243988 - | 2001 RF76                | 10 settembre 2001 | LINEAR                      |
| 243989 - | 2001 RP105               | 12 settembre 2001 | LINEAR                      |
| 243990 - | 2001 RH119               | 12 settembre 2001 | LINEAR                      |
| 243991 - | 2001 RD129               | 12 settembre 2001 | LINEAR                      |
| 243992 - | 2001 RB132               | 12 settembre 2001 | LINEAR                      |
| 243993 - | 2001 RN132               | 12 settembre 2001 | LINEAR                      |
| 243994 - | 2001 RB136               | 12 settembre 2001 | LINEAR                      |
| 243995 - | 2001 RL142               | 13 settembre 2001 | NEAT                        |
| 243996 - | 2001 RP149               | 11 settembre 2001 | LONEOS                      |
| 243997 - | 2001 SG6                 | 18 settembre 2001 | Spacewatch                  |
| 243998 - | 2001 SR11                | 16 settembre 2001 | LINEAR                      |
| 243999 - | 2001 SG21                | 16 settembre 2001 | LINEAR                      |
| 244000 - | 2001 SF24                | 16 settembre 2001 | LINEAR                      |